# Абдель Фаттах Ас-Сісі
Абдель Фаттах Саїд Хусейн Халіл Ас-Сісі (араб. عبد الفتاح سعيد حسين خليل السيسي; нар. 19 листопада 1954) — єгипетський проросійський політик, військовий, фельдмаршал, верховний головнокомандувач збройних сил країни від 12 серпня 2012 року, а також голова Вищої ради збройних сил і міністр оборони. 6-й президент Єгипту.

## Життєпис
Народився в Каїрі.
У 1977 закінчив Військову академію. Згодом здобув додаткову вищу військову освіту в ряді навчальних закладів Єгипту, Великої Британії та США. З 1977 в офіцерському званні служив у мотострілецьких військах Єгипту.
У 2008 призначений командувачем Північним військовим округом країни, згодом увійшов до складу Вищої ради збройних сил Єгипту, ставши його наймолодшим членом.
12 серпня 2012 призначений головою ради, ставши також міністром оборони.
3 липня 2013 організував державний переворот, у ході якого було повалено президента Мухаммеда Мурсі.
28 січня 2014 зареєстрований як кандидат на пост президента Єгипту

## Президент
3 червня 2014 обрано Президентом Єгипту. За його обрання проголосували 96,91 % виборців, що взяли участь у голосуванні.
Двічі переобирався на посаду президента: в 2018 і 2023 роках.

## Політика стосовно Росії
Президент Єгипту Абдель Фатах Ас-Сісі наказав виготовити близько 40 тисяч ракет для таємної відправки до Росії. Що грубо порушує накладені на Росію санкції.